# Kříž svatého Patrika

Kříž svatého Patrika

Kříž svatého Patrika je červený diagonální kříž v bílém poli, který slouží k reprezentaci Irska nebo jeho patrona svatého Patrika. Vlajka svatého Patrika je vlajka nesoucí kříž svatého Patrika. Takovou vlajku má například stát Alabama.
Spojení červeného úhlopříčného kříže se svatým Patrikem se datuje z 80. let 18. století, kdy jej Řád sv. Patrika přijal jako svůj znak. Existují určité doklady o tom, že podobný kříž již dříve příležitostně sloužil k reprezentaci Irska. Obvykle se má za to, že je odvozen z erbu mocné dynastie Fitzgeraldů. Mnozí irští nacionalisté odmítají jeho použití k reprezentaci Irska, jelikož prý jde o "britský vynález".
Po přijetí kříže Řádem sv. Patrika jej začaly používat i jiné instituce. Po přijetí Zákona o unii v roce 1800, kdy došlo ke sloučení Království Velké Británie a Irského království do Spojeného království Velké Británie a Irska, byl na původní britskou vlajku v roce 1801 přidán irský kříž svatého Patrika, čímž vznikl známý Union Jack, který Spojené království dodnes používá.
Kříž sv. Patrika je umístěn pod anglickým křížem svatého Jiří a pouze polovinou šířky svých ramen překrývá skotský kříž svatého Ondřeje.
Červený diagonální kříž příležitostně sloužil k neoficiální reprezentaci Severního Irska, neboť byl považován za méně problematický než jiné severoirské prapory a znaky.